# Parque Chácara das Flores
O Parque Chácara das Flores é um parque situado no subúrbio da zona leste de São Paulo, no distrito de Guaianases.